# Belval (Vosges)
Belval település Franciaországban, Vosges megyében. Lakosainak száma 153 fő (2022. január 1.). Belval Le Puid, Le Saulcy, Le Vermont, Plaine és Saulxures községekkel határos.

## Népesség
A település népességének változása:
| Lakosok száma | 152  | 151  | 156  | 156  | 159  | 161  | 155  | 157  | 153  |
|               | 2013 | 2015 | 2016 | 2017 | 2018 | 2019 | 2020 | 2021 | 2022 |